# Maahlox le vibeur
Maahlox le vibeur, de son vrai nom Jean-Jules Kenfack, est un rappeur camerounais, né le 16 janvier 1990 à Yaoundé.

## Biographie
Maalhox nait et grandit à Yaoundé, capitale du Cameroun, au quartier Obili. Il est le second d'une fratrie de dix enfants. Il a fait ses études secondaires au lycée de Mendong où il remporte deux années consécutives le prix du meilleur poème de l’année. Il traverse plusieurs épreuves au cours de son adolescence (séparation des parents, perte de sa petite sœur Leticia, difficultés financières, déscolarisation, « il n'y avait pas beaucoup de gens qui avaient percé en faisant des études » (et où) « seuls ceux qui avaient percé dans la drogue ou le banditisme étaient des modèles »[réf. nécessaire].
Sa dénomination de rappeur, Maahlox, est une étymologie du nom du médicament que sa petite sœur prenait pour soulager les douleurs du cancer qui l'a emporté.

### Un artiste populaire
Décrit comme « le rappeur le plus populaire et plus influent de sa génération », « Véritable machine à tubes », l'artiste rencontre son premier grand succès avec le titre La bière c’est combien ici ?, réussite confirmée avec la sortie de son premier album, Ça sort comme ça sort.

### Un artiste controversé
Plusieurs de ses morceaux et albums portent la mention Contenu explicite et « le langage vulgaire utilisé dans ses textes ainsi que les sujets très souvent liés au vice » sont considérés par la critique comme « choquants (...)  grossiers ». Certains critiques le traitent de « dépravé » ou de « mauvais exemple pour la jeunesse ». Sa musique est aussi qualifiée d'« obscène et immorale » par le blogueur camerounais Atome, avec lequel éclate une querelle sur les réseaux sociaux en 2016.
En 2012, la sortie du titre La bière c'est combien ici ? lui vaut une mise à l'index et le boycott de plusieurs chaînes de radio et de télé. En 2016, le clip sulfureux illustrant la chanson Tu Montes Tu Descends (2016) crée la controverse. Le scandale accroit sa notoriété et permet au clip de dépasser le million de vues sur la plateforme YouTube.

### Séparation au sein du label Zone2Rap
Zone2Rap (parfois écrit Zone de Rap) est un label camerounais dont le nom signifie « Zone de Révolution Artistique positive ». En juillet 2017, les membres du label décident d'expulser Maahlox, au moment-même où celui-ci se tire en Europe pour une tournée ; à la suite de différends avec certains artistes et le dirigeant du label, Gil Arym, « pour des questions professionnelles et idéologiques (...) L'artiste Maahlox Le Vibeur a fait l'objet à maintes reprises d'un recadrage de la part du Label à travers des échanges et des réunions de crise vis-à-vis de son éloignement de l'idéologie de base du Label ». Si le rappeur semble éjecté du label au mois de juillet par ses anciens amis, celui-ci se défend et on assiste au cours de l'été 2017 à une véritable bataille sur les réseaux sociaux, mêlant insultes et questions juridiques. Finalement, les anciens membres du Label Zone 2 Rap partent de leur côté et créent le Label FastLife.

### Refus de récompense
En janvier 2017, le rappeur a refusé de participer à une cérémonie de récompense, le Canal 2'Or organisée par la chaîne de télévision camerounaise Canal 2, qu’il a qualifiée de « Pacotille ». Il a demandé au comité d’organisation de le retirer de sa liste. Selon lui, Canal 2 a usé de toutes les voies pour ternir son image et détruire sa carrière musicale. Des années durant, il dit avoir été considéré comme « Porte-étendard et promoteur du désordre, de la pornographie, du banditisme et de la dépravation des mœurs ». Le titre La bière C kombien ici ?, lui aura valu de la chaîne des jugements peu amènes : « Une musique de bas échelle », une « musique de bar ». Bien plus, le rappeur dit avoir été traité de « Fou » par ses détracteurs.

### Influences et style musical
Suprême NTM, MC Solaar, IAM : « leur façon de parler de leurs frustrations m’interpellait, car je vivais les mêmes choses ici, et je ne savais pas comment les exprimer. Si je suis là, c’est parce que j’ai entendu Pit Baccardi ou Ménélik rapper ».
L'artiste a évolué du rap engagé à un rap plus commercial métissant les sonorités et les codes du hip-hop avec les sons et rythmes des musiques plus traditionnelles de l'Afrique (coupé-décalé, bikutsi, makossa, ndombolo , etc.), s'engouffrant dans la voie ouverte par un artiste majeur de la scène hip-hop camerounaise, Franko.

### Ligne de vêtements
Il a été, un temps, égérie de la marque de vêtements Système Tchakap du footballeur Alexandre Song .
M.O.U.F : Maahlox crée sa propre marque de streetwear en s'inspirant de ce qu'avait fait Booba, considérant qu'il avait lui-même atteint « un certain niveau de popularité », il voulait « mener d’autres combats (...) créer quelque chose pour représenter la société, au-delà de ce qui est montré dans les médias ». Le nom de la marque M.O.U.F. est une référence à une expression utilisée dans plusieurs de ses textes et aussi le titre de l'une de ses chansons.

## Discographie
Les principales références discographiques sont recensées ci-dessous : 

### Albums
- Traumatiser, (2013)
- Ça sort comme ça sort, PEP, (2017)
- Prends seulement ta part, HNM, (2019)
- Izacam (Volume1), (2024)

### Singles et EPs

#### 2013
- Je T’aimes
- Traumatiser, feat Koppo
- Kokoko
- On veut s’amuser
- Elle Met le feu
- La Bière c’est combien ici
- Arrêtez Brenda

#### 2014
- Y’en A Marre
- Choupo Moting Ne Sort Pas
- Alexandre Song Dans Ton Dos
- Écraser le Pistache
- Je te l’avais Dit

#### 2015
- Charles Atangana
- La Vie C’est La Bastonnade
- Ça Sort Comme Ça Sort (5 millions de vues sur Youtube au moment de sa sortie) [15]

#### 2016
- Tuer Pour Tuer feat Phil-B
- Fouillez Fouillez
- L’Argent C’est L’argent
- Ça ne rit pas
- Tu Montes Tu Descends
- Tu es Dedans
- Les Sorciers
- Vis Ta Vie
- Le Ballon Est Dedans

#### 2017
- Tu as combien
- Le Fou
- Un Bon Plantain
- Voici Alors La Bosse
- Fini Avec

#### 2018
- M.O.U.F
- C’est Encore Debout
- Ça a Le Goût
- Prends Seulement Ta Part
- Mange Ta Part
- L’eau Sale

#### 2019
- Montre Moi

### Collaborations
- Calme-toi d'abord, Shesko l'émeraude (2018)
- Qui va se négliger ?, Willy Baby (Mars 2017)
- A 15 ans tu fais déjà ?, Dollard Lemoine [Master Of The Game & Real Music Present] (2015)